# 犬っこまつり

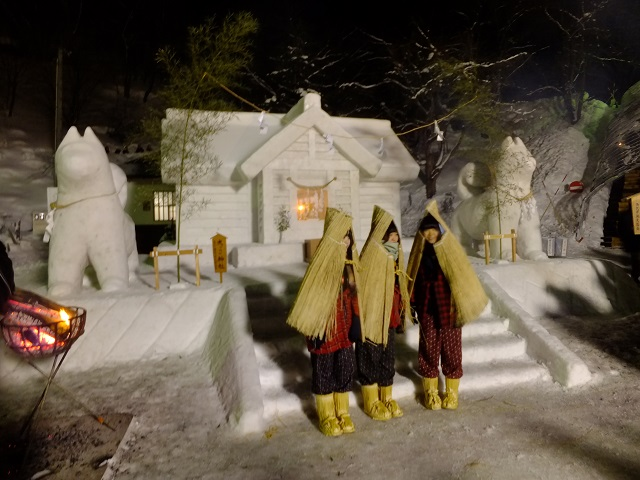
犬っこまつり（2015年）

犬っこまつり（いぬっこまつり）は、秋田県湯沢市で毎年2月に行われている民俗行事であり祭である。

## 概要
400年ほど前の江戸時代に起源のある小正月の民俗行事であり、現代では2月の第二土曜日とその翌日に行われている。米粉で作った子犬や鶴亀などの縁起物の細工を盗難魔除けとして家の戸口などに飾り、雪でお堂と「犬っこ」の雪像を作る。
「犬っこ」とは「犬」に愛嬌を込めて呼ぶ接尾語「こ」が付いた秋田弁であり、秋田犬に似た立ち耳で巻き尾の外見で注連縄などを首に巻いた姿で作られる。夕方になるとお堂には蝋燭を灯し、犬っこの細工を餅や甘酒などとともに供え、雪ん子姿の子供たちが遊ぶなど、同じ秋田県内で行われるかまくら行事との類似点もある。また近年では同時に愛犬祈願祭が行われるなど愛犬に関連したイベントも行われている。

## 由来
元和時代、白昼堂々と人家を襲う「白討(はくとう)」という盗賊がいたが、湯沢に入植してきた佐竹氏南家の殿様がこれら一味を退治し、再びこのような悪党が現れないようにと、米の粉で小さな犬っこや鶴亀を作らせ、旧小正月の晩に、これを家の入口や窓にお供えして祈念させたのが始まりとされる。

## イベント

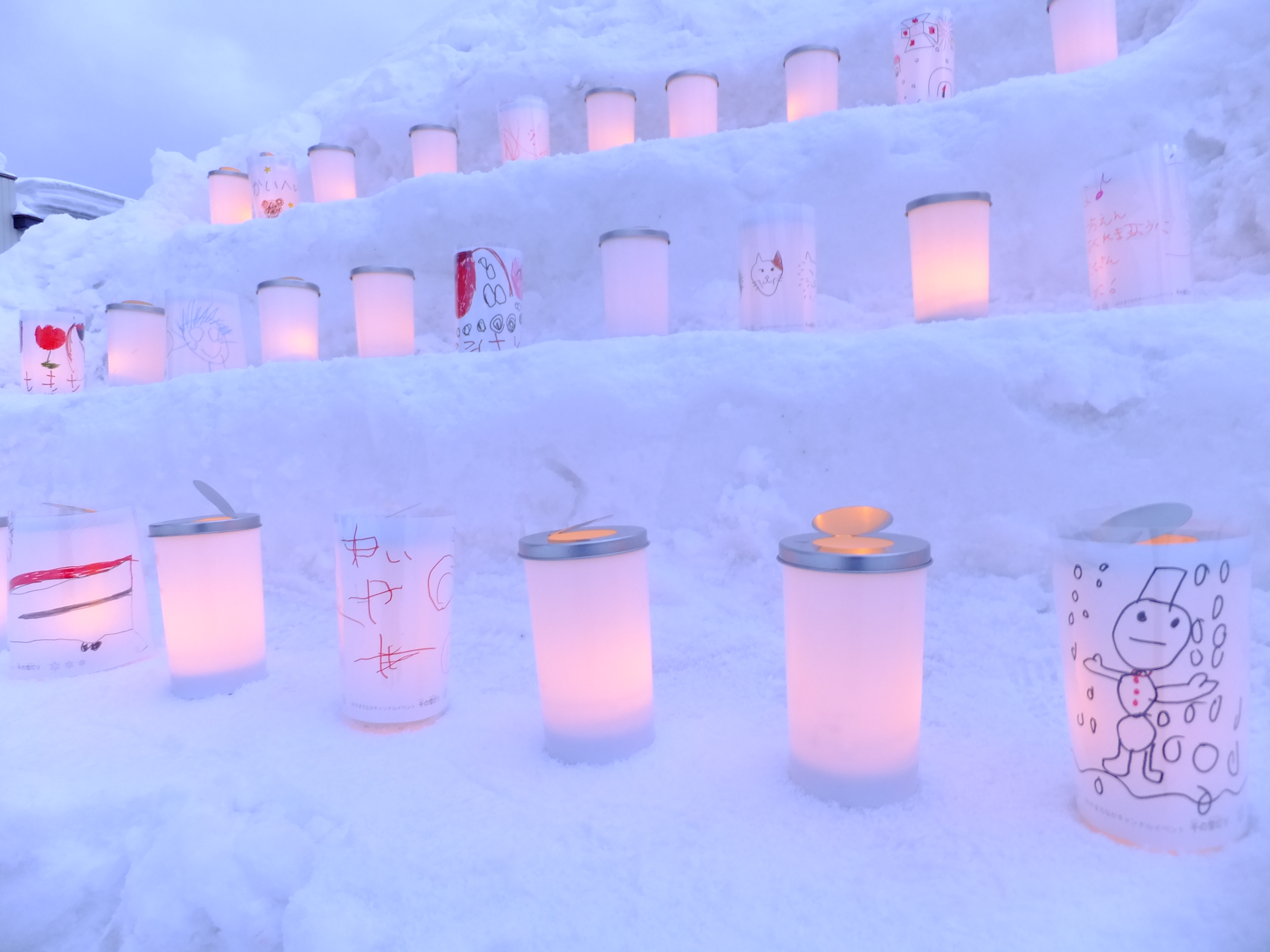
犬っこまつり（2015年）

- 花火
- 愛犬祈願祭
- どんど焼き
- キャンドルイベント

など

## アクセス
- 湯沢駅より徒歩約20分（例年臨時列車あり[3]）
- 湯沢ICから車で約10分